# Оливер Рид
Роберт Оливер Рид (Лондон, 13. фебруар 1938 — Велета 2. мај 1999) био је енглески глумац познат по мачо имиџу и порочном начину живота. Запажене улоге остварио је у филмовима The Trap (1966), у Оскаром награђеном мјузиклу Оливер! (1968) гдје је тумачио улогу Билија Сајкса, Заљубљене жене (1969), Ханибал Брукс (1969), Ђаволи (1971), као Атос у филму Три мускетара (1973), Томи (1975), Лав из пустиње (1981), Castaway (1986), Авантуре Барона Михаузена (1988), Смијешне кости (1995) и Гладијатора (2000).
За улогу Антонија Проксима, старог, грубог тренера гладијатора у филму Ридлија Скота Гладијатор  (2000) постхумно је номинован за награду БАФТА за најбољег глумца у споредној улози. На врхунцу каријере, 1971. Британци су га изабрали за пету најпопуларнију звијезду на кино-благајнама. Ридов проблем са алкохолом је био познат и широј јавности. Познато је његово пријатељство с Китом Муном из групе Ху, с којим је имао "алкохолне маратоне" због којих су их продуценти мјузикла "Томи" морали држати у различитим хотелима како се не би опијали и упропастили снимање.

## Детињство и младост
Рид је рођен у Вимблдону, Лондон Од Оца Питра Рида, спортског новинара и мајке Марсије.
Био је нећак филмског режисера филма Карол Рида и унук агента за глумце сер Herbert Beerbohm Tree и његове љубавнице, Беатрис Меј Пинеј(која је касније преузела презиме Рид), она је била "једина особа која је разумјела, слушала, охрабривала и љубила Оливера". Рид је тврдио да је потомак Петра Великог, цара Русије. Похађао је 14 школа, Његов брат Симон Рид је спортски новинар и ради за британски Еуроспорт.
"Мој отац је мислио да сам само лијен", рекао је Рид касније. "Мислио је да сам јарац."
Рид је радио као боксер, избацивач, таксиста и носач у болници. Обавезни војни рок одслужио је у Медицинском корпусу Краљевске војске. "Војска је помогла", говорио је касније. "Препознао сам да и већина других људи глуми. Био сам у мирнодопској војсци, а сви су нам причали о рату."

## Каријера

### Рани период
Након изласка из војске, Рид је започео глумачку каријеру као статиста у филмовима. Као непотписан појавио се у филму Нормана Виздома, "Квадратна пјега" (1958). Некредитовани телевизијски наступи обухватали су епизоде "Невидљивог човјека" (1958), "Четири праведна мушкарца" (1959) и "Трећег човека". Појавио се у документарцу "Здраво Лондон" (1958).
Преломна тачка била је његова улога Ричарда од Глостера у 6-дијелној ББЦ телевизијској серији "The Golden Spur" (1959). Ипак то му није одмах помогло у каријери па је непотписан глумио у филмовима "Капетанов сто" (1959), "Уз и низ степенице" (1959), режија Ралф Томас, "Живот је циркус" (1960), "Љута тишина" (1960), "Лига џентлмена"(1960) и "Beat Girl" (1960). Играо је избацивача у филму "Два лица доктора Џекила" (1960) за "Хамер филм продукција" са којим ће се повезати; директор је био Теренс Фишер.
Рид је глумио и Виздомовом филму, "The Bulldog Breed" (1960), гдје је играо вођу банде Теди бојс која је грубо гледала Виздома у кину. Прву значајнију улогу добио је у филму "Мач Шервудске шуме" (1960), поново у режији Фишера. Затим се вратио се малим улогама. Глумио је у комедији Терија Томаса "Његово и њезино" (1961), "Нема љубави за Џонија" (1961) и "The Rebel" (1961) са Тони Хенкок.

### Водећи човјек
Ридова прва главна улога догодила се када га је Хамер филм поставио као централног лика у филму "Проклетство вукодлака" (1961) у режији Теренса Фишера. Хамер филмсу се допадао Рид и ускоро је услиједила солидна споредна улога у филму "Пирати Крваве ријеке" (1962) у режији Џона Гилинга; "Капетан Клег" (1962), кријумчарска прича са Питер Кушингом; "Проклети" (1963), научнофантастични филм; "Параноик" (1963), психолошки трилер режисера Фредија Френциса; и "Црвена оштрица" (1963); За то време појављивао се у неким филмовима ITV Playhouse productions, „Murder in Shorthand“ (1962) и „Други кувар“ (1962), а појавио се и као гост у епизоди "The Saint." Такође је имао главну улогу у хорору, који није био у продукцији Хамер филма, у који није био Хаммер, "The Party's Over" (направљен 1963, објављен 1965), у режији Гај Хамилтона.

### Мајкл Винер и Кен Расел
У првом од шест филмова које је режирао Мајкл Винер глумио је 1964. Био је то филм "Систем". Филм је гледао Кен Расел који је након тога ангажовао Рида у главној улози у филму "The Debussy Film" (1965), телевизијске биографије Клод Дебисија. Рид је касније истицао да је то било пресудно за његову каријеру, јер "то је био први пут да сам срео Кена Расела и то је био први пут након што ми је лице исјечено у тучи да ме је неко запослио. Сви су мислили да сам богаљ." То је уједно и први пут да се одвојио од улога негативаца. "До тада су мислили да сам неолитски отпад," говорио је Рид. Увијек је истицао да су га Хамер филмови покренули, да му је Мајкл Винер био хљеб, а да му је Кен Расел поклонио његову (мисли се на Рида) умјетност. Био је наратор у Раселовом филму "Увијек у недјељу" (1965). У Хамер филмс Рид се вратио са филмом "Кандахарски пљачкаш" (1965), глумивши Индијца. Касније је говорио да је то био најгори филм који је снимио за Хамер.
Као гост се појавио у серијама "It's Cold Outside" и "Војни суд", потоњу је режирао Сет Холт. Сталну улогу имао је у серији "R3" (1965). Такође тумачио је главну улогу у филму британско-канадске копродукције - "Замка" (1966) заједно са Rita Tushingham. Каријера му је кренула узлазном путањом након његове улоге у популарној комедији "The Jokers" (1966), његовом другом филму који је урадио са Винером, глумивши заједно са Michael Crawford. Након улоге у хорору "The Shuttered Room" (1967) снима и трећи филм са Винером, "I'll Never Forget What's'isname" (1967), глумећи заједно са Орсоном Велсом. Своју сарадњу са Раселом наставио је у филму "Dante's Inferno" (1968), играјући Дантеа Габријела Росетија.

### Оливер! и звијезда
Рид је постао глумачка звијезда глумећи Била Сајкса у мјузиклу "Оливер!" (1968), заједно са Роном Мудијем, Shani Wallis, Марком Лестером, Џек Вајлдом и Harry Secombe, у екранизацији Ридовог ујака Карол Рида. Био је то велики филмски хит, а Ридов интерпретација је била изузетна и хваљена.
Након тога глумио је у црној комедији "Биро за атентате д.о.о." (1969) са Дајаном Риг и Телијем Саваласом, у режији Базила Дирдена; и у ратном филму Мајкла Винера, "Ханибал Брукс" (1969). Успјешнији од било ког другог, био је његов четврти филм који је снимио сарађујући са Раселом. Била је то филмска адаптација књиге "Заљубљене жене" (1969), у којој се наг хрвао испред камина са Аланом Бејтсом. Interstate Theatres му је 1969. додијелио награду "Међународна звијезда године".
У еротској комедији "Take a Girl Like You" (1970) засновану на роману Кингслија Амиша глумио је са Хајли Милс; да би ускоро услиједио и трилер "The Lady in the Car with Glasses and a Gun" (1970) у режији Анатолија Литвака. Наредне године Рид се појављује у контроверзном филму "Ђавољи " (1971) (У СФРЈ приказиван као "Демони"), са Ванесом Редгрејв. И овај филм је режирао Расел.
Постојала је могућност да Рид буде изабран за улогу Џејмс Бонда. Наиме, 1969. продуценти франшизе Алберт Броколи и Хари Салтзман тражили су замјену за Шон Конерија, и Рид (који је у то вријеме глумио сналажљивог убицу у филму "Биро за атентате д.о.о.") спомињао се могући избор за ту улогу, а Тимоти Далтон и Роџер Мур као остали избори. Без обзира на разлог, Рид никада није играо Бонда. Након његове смрти, Гардиан Анлимитед је одлуку о избору глумца назвао "једном од великих пропуштених прилика послијератне британске филмске историје".
Урадио је низ акционих филмова: "Ловачка дружина" (1971), вестерн сниман у Шпанији са Џин Хекманом; "Лака мета" (1972), гангстерски филм; и "Z. P. G" (1972), научнофантастични филм са Geraldine Chaplin. У марту 1971. најавио је снимање филма "Понуда" који је требало да ко-ауторизује и продуцира, али тај филм никад није снимљен. Снимио је и "Троструки одјек" (1972) у режији Michael Apted, заједно са Глендом Џексон.
Појавио се и у италијанским филмовима: "Прљави викенд" (1973), са Марчелом Мастројанијем; "Једно руско љето" (1973) са Клаудијом Кардинале; и "Револвер" (1973). Велики успјех остварио је у филмовима "Три мускетара" (1973) и "Четири мускетара" (1974) као Атос. Неакредитовани дио имао је у Раселовом филму "Малер"(1974), који је говорио о животу аустријског композитора Густава Малера. Главне улоге тумачио је у филмовима "Плава крв" (1973) и "And Then There Were None" (1974), чији је продуцент био Harry Alan Towers.
Наредни пројекат са Кеном Раселом био је "Томи", гдје је играо Томијевог окрутног очуха. Филм је заснован на концептуалном албуму Томи групе Ху из 1969. Водећу улогу у филму имао је пјевач групе Ху, Роџер Далтри. "Флеш ројал" (1975) у којем је глумио Ото фон Бизмарка, га је поново спојио са Ричардом Лестером и Џорџом Макдоналдом Фрејзером са којима је сарађивао у филму "Три мускетара". Имао је улогу и у Раселовој "Листоманији" (1975).
Појавио се у филму "The New Spartans" (1975), а затим је глумио заједно са Карен Блек, Бети Дејвис и Burgess Meredith у Дан Картисовом хорор филму "Burnt Offerings" (1976). Појавио се у "The Sell Out"(1976)и "The Great Scout & Cathouse Thursday" (1976) са Ли Марвином. 
Након Assault in Paradise (1977)) снимио је филм "Crossed Swords" базиран на књизи Марк Твена "Краљевић и просјак" (1977), у улози сер Мајлеса Хендона, заједно са Ракел Велч и Марк Лестером.
Рид је урадио "Tomorrow Never Comes" (1978) за Питера Колинса и "The Big Sleep" (1978) са Винером. Он и Џексон поново сарађују у "The Class of Miss MacMichael" (1978), а затим је у Канади снимио филм "The Mad Trapper" који је остао недовршен. Жанру хорора вратио се 1979. као др Хал Раглан у филму Дејвид Кроненберга - "The Brood". Деценију је завршио са комедијом "Додир сунца" (1979).

### `80-те и `90-те
Од 1980-их па надаље, Ридови филмови имали су имали мање успјеха. Направио је комедију за Charles B. Griffith, "Dr. Heckyl and Mr. Hype" (1980), а глумио је генерала Родолфо Грацијанија у "Лав из пустиње" (1981), заједно са Ентони Квином. Филм приказује грчевит отпор италијанској окупацији Либије. ИСИЛ је 20. јануара 2016. искористио исјечак из филма "Лав из пустиње" као дио пропагандног видеа у којем се Италији пријетило терористичким нападима. Био је негативац у Дизнијевом "Condorman" (1981), снимио је и хорор "Отров црне мамбе" (1981). Такође негативац је био и у филму "Жалац II" (1983), а појавио се у филму "Sex, Lies and Renaissance" (1983). Играо је и као потпуковник Gerard Leachman у ирачком историјском филму "Al-Mas'ala Al-Kubra" (енгл. Clash of Loyalties) (1983). Филм се бави Лехмановим подвизима током револуције 1920. у Месопотамији (данашњи Ирак). Затим су услиједили филмови "Spasms" (1983), "Двије душе" (1983), ТВ серија "Masquerade" (1984), "Кристофер Коломбо" (1985), "Црна стријела" (1985) и "Captive" (1986). Каже да је размишљао о одустајању од глуме када га је Nicolas Roeg одабрао за "Castaway" (1986) гдје је глумио средовјечног Џералда Кингсленда, који рекламира за "супругу" (коју глуми Amanda Donohoe) да живи са њим на пустињском острву годину дана. Глумио је у филму Бригада неприлагођених (1987), али и у многим филмовима које је продуцирао Harry Alan Towers. Филмови су снимани у Јужној африци за вријеме апартхејда и нису приказивани у кинима већ су директно пуштани у продају на видеокасетама. Појавио се у филму Тери Гилијама "Авантуре барона Михаузена" (1988)(као бог Вулкан) и "Повратак мускетара" (1989). Током деведесетих запаженији филмови у којима је глумио били су: "Острво са благом" (1990) са Чарлтон Хестоном; "Дух у Монте Карлу" (1990); "Унајмљен да убије" (1990); "Панамски шећер" (1990) итд. 
Његова последња улога била је стари трговац робљем и гладијаторима Проксимо у филму "Гладијатор" (2000), у којем је играо заједно са Расел Кроуом и Ричард Харисом. Харис је био глумац којем се Рид дивио не само на екрану него и ван њега. Филм је објављен након његове смрти. У Милу су израдили његовог дигиталног двојника како би га замијенио у преосталим сценама у којима се појављује Проксимо снимајући дигиталног двојника у сени и дигитално маскирајући Ридово лице у преосталим сценама. Филм је посвећен успомени на Рида.

## Музика
Рид је волио музику. Поред бављења глумом успио је да објави и неколико синглова који су имали ограничен успјех: "Wild One"/"Lonely for a Girl" (1961), "Sometimes"/"Ecstasy" (1962), "Baby It's Cold Outside" (дует са Joyce Blair) и "Wild Thing" (1992) (дует са професионалним играчем снукера Алекс Хигинсом). Био је наратор у пјесми "Валпургијска ноћ" италијанске хеви метал групе Death SS.

## Приватни живот
Рид се 1959. оженио са Kate Byrne. Са њом је прије развода 1969. добио једног сина Марка. Приликом снимања мјузикла Оливер упознао је Jacquie Daryl професионалну плесачицу која му је била љубавница и са којом је имао кћерку Сару. Са Josephine Burge се оженио 1985. Када су се упознали она је имала 16 а он 42 године. Њих двоје су последњих година живјели у Чурчтауну, Ирска.
Рид се 1964. сукобио са групом мушкараца у клубу Лестер Сквер. Сукоб је завршио тако што је је Рид отишао одбацујући њихове примједбе. Ипак, они су сачекали док он није отишао у тоалет, гдје су га слиједили и напали са разбијеним флашама. Добио је 63 посјекотине а на једној страни му је трајно остао велики ожиљак због чега је мислио да је његова филмска каријера трајно завршена. Његов каскадер и дублер га је неуспјешно тужио 1993. због наводне повреде кичме коју је добио на снимању филма "Castaway".
Тврдио је да је одбацио главне улоге у два холивудска филма, укључујући i "Жалац" (мада се појавио у наставку из 1983 "Жалац"). Када је влада Велике Британије повећала порез на лични доходак, Рiд је у почетку одбио да се придружи егзодусу главних британских филмских звезда у Холивуд и у друга мјеста гдје је био повољнији порез. Ипак крајем 70тих Рид се преселио у Guernsey у својеврсни порески егзил. Неколико година раније продао је своју велику кућу, Broome Hall, између села Колдхарбур и Окли и првобитно је боравио у хотелу "Војвода од Нормандије" у Сент Питер Порт. Писац Роберт Селерс је 2013. објавио његову ауторизовану биографију What Fresh Lunacy Is This? – The Authorised Biography of Oliver Reed.

### Алкохолизам
Рид је био познат по свом алкохолизму. Постоје бројне анегдоте, попут оне када су Рид и његових 36 пријатеља у току једне ноћи испили 60 галона пива, 32 флаше вискија, 17 флаша џина, четири гајбе вина и флашу Babycham. Касније је тврдио да је у дводневном пијанчењу попио 106 пинти пива прије него што се оженио са Josephine Burge. Стив Маквин је испричао да је 1973. отпутовао у Велику Британију да би са Ридом разговарао о једном филмском пројекту. Њих двојца су потом посјетила један лондонски клуб Сусрет се завршио тако што се након цјелоноћног пијанчења Рид исповраћао на Маквина.
Постао је близак пријатељ и партнер у опијању са Кит Муном, бубњарем групе Ху док су 1974. сарађивали на филмској верзији "Томија". Њих двојца су имали доста тога заједничког, а обојица су себи као узора поставили глумца Роберта Њутона. Сер Кристофер Ли, Ридов пријатељ и колега, прокоментарисао је 2014. његов алкохолизам: „када је почео, послије осмог пића, постајао је потпуно чудовиште. Било је грозно за гледати.“
Нервирало га је што су његови наступи у ТВ емисијама сконцентрисани на његов проблем са пићем, а не на његове најновије филмове и глумачку каријеру. Тако је 26. септембра 1975, пред Џонијем Карсоном у емисији "The Tonight Show", разјарен Реед бацио чашу вискија према Шели Винтерс (Винтерс је била узнемирена његовим погрдним коментарима упућеним женама). Дејвид Летерман је. 5. августа 1987. морао да пусти рекламу након што је Рид побјеснио добивши превише питања о његовом пијанчењу. Иако је Летермановом истраживачу претходно сугерисано да Рид не жели да разговара о пићу током свог наступа у "Касно навече са Дејвидом Летерманом". 
Дјелимично је одговоран за пропаст Би-Би-Сијевог "Sin on Saturday" након неколико за њега типичних коментара на тему пожуде и гријеха. Пред крај живота довођен је у емисије које су говориле о алкохолизму. Напримјер за потребе емисије "The Word" му је намјерно стављен алкохол у гардеробу да би могао бити тајно снимљен како се опија. Морао је да напусти сет емисије "After Dark" на Channel 4 након што је дошао пијан и покушао да пољуби књижевницу и феминисткињу Кејт Милет са ријечима: Дај ми пољубац, велика сисо".

## Смрт
Оливер Рид преминуо је у поподневним часовима 2. маја 1999. од посљедица срчаног удара током паузе од снимања филма "Гладијатор" у Валети на Малти. Према свједоцима, он је попио осам пинти њемачког лагер пива, десетак чашица рума, пола боце вискија и неколико чашица Хенеси коњака, у такмичењу ко може више попити са групом морнара са брода HMS Cumberland који су дошли у локални паб. Његов цех у пабу износио је нешто више од 270 малтешких лира (готово 450 британских фунти; око 594,72 америћких долара). Након што је у обарању руке побиједио пет много млађих морнара Краљевске морнарице, Рид се изненада срушио и умро на путу до болнице у возилу хитне помоћи. Имао је 61 годину.
Глумац Omid Djalili, који је такође био на Малти снимајући "Гладијатор", током интервјуа 2016. рекао је: "Мјесецима није попио пиће прије него што је почело снимање филма ... ... Сви су говорили да је отишао како је желио... тријезан, али то није истина. То је јако трагично. Био је у Ирском пабу гдје је био под притиском да се такмичи у испијању. Требало је да оде, али није."
Сахрањен је у Черчтауну, Корк (округ), Ирска. гдје је провео последње године живота. Сахрањен је на гробљу Bruhenny. На његовом надгробном споменику пише: "He made the air move".

## Изјаве
Као једна од најконтроверзнијих звијезда свог времена имао је бројне изјаве од којих су неке узбуркале јавност, а некима је опет испољио своје екстремне конзервативне ставове: 
"Вјерујем да моја жена не треба да има посао ван нашег дома. Кад дођем кући уморан од цјелодневног снимања, очекујем од ње да буде ту и да се побрине да ми све буде по вољи. Да ми напуни каду и намјести кревет, такве ствари. То је посао какав треба да обавља, а заузврат може да ми роди дјецу и ако јој неки мушкарац каже нешто ружно, ја ћу да га ударим."
"Једино за чиме жалим у животу је што нисам искапио сваки бар и спавао са сваком женом на свијету."
"Не живим у свијету трезних људи."
"Користим жене као сексуалне објекте, то вјероватно значи да сам особен. Али са друге стране, волим мало и да причам са њима."
"Не бих волио да видим своју рибу како се љубака с неким типом на екрану. Вероватно су и моје девојке јако повређене када виде мене да то радим."
"Имао сам много озбиљних изјава, али не могу да се сетим ниједне. Биће да нису биле толико битне."

## Филмографија
| 1950.-те ▲ |                                                                                  |                                            |
| 1955.      | Value for Money                                                                  | Екстра (непотписан)                        |
| 1958.      | Квадратна пјега                                                                  | (непотписан)                               |
| 1959.      | Капетанов стол                                                                   | (непотписан)                               |
| 1959.      | Уз и низ степенице                                                               | путник у возу(непотписан)                  |
| 1960.-те ▲ |                                                                                  |                                            |
| 1960.      | Живот је циркус                                                                  | гледалац (непотписан)                      |
| 1960.      | Љута тишина                                                                      | Мик (непотписан)                           |
| 1960.      | Лига џентлмена                                                                   | Babes in the Woods Chorus Boy (непотписан) |
| 1960.      | Два лица доктора Џекила                                                          | Tough (непотписан)                         |
| 1960.      | Beat Girl                                                                        | Plaid Shirt                                |
| 1960.      | The Bulldog Breed                                                                | Teddy Boy у биоскопској тучи (непотписан)  |
| 1960.      | Мач Шервудске шуме                                                               | лорд Мелтон (непотписан)                   |
| 1960.      | Здраво Лондон                                                                    | новинарски фотограф                        |
| 1961.      | Његово и њезино                                                                  | Поет                                       |
| 1961.      | Нема љубави за Џонија                                                            | човјек са кофом на глави (непотписан)      |
| 1961.      | The Rebel                                                                        | умјетник у кафеу                           |
| 1961.      | Проклетство вукодлака                                                            | Леон                                       |
| 1962.      | Пирати Крваве ријеке                                                             | Brocaire - гусар                           |
| 1962.      | Капетан Клег                                                                     | Хери Кобтри                                |
| 1963.      | Проклети                                                                         | Краљ                                       |
| 1963.      | Параноик                                                                         | Симон Ешби                                 |
| 1963.      | Црвена оштрица                                                                   | капетан Том Силвестер                      |
| 1964.      | Систем                                                                           | Тинкер                                     |
| 1965.      | The Debussy Film                                                                 | Клод Дебиси                                |
| 1965.      | Кандахарски пљачкаш                                                              | Ели Кан                                    |
| 1965.      | The Party's Over                                                                 | Моиз                                       |
| 1966.      | Замка                                                                            | Ла Бет                                     |
| 1967.      | The Jokers                                                                       | David Tremayne                             |
| 1967.      | The Shuttered Room                                                               | Јоханес Франциска                          |
| 1967.      | I'll Never Forget What's'isname                                                  |                                            |
| 1967.      | ’’Dante's Inferno: The Private Life of Dante Gabriel Rossetti, Poet and Painter’ | Данте Габријел Росети                      |
| 1968.      | Оливер!                                                                          | Бил Сајкс                                  |
| 1969.      | Take a Girl Like You                                                             | Патрик Стандиш                             |
| 1969.      | Биро за атентате д.о.о.                                                          | Иван Драгомироф                            |
| 1969.      | Ханибал Брукс                                                                    | Стефан "Ханибал" Брукс                     |
| 1969.      | Заљубљене жене                                                                   | Gerald Crich                               |
| 1970.-те ▲ |                                                                                  |                                            |
| 1970.      | The Lady in the Car with Glasses and a Gun                                       | Michael Caldwell                           |
| 1971.      | Демони                                                                           | Urbain Grandier                            |
| 1971.      | Ловачка дружина                                                                  | Френк Калдер                               |
| 1972.      | Лака мета                                                                        | Хери Ломарт                                |
| 1972.      | Z.P.G.                                                                           | Рас МекНил                                 |
| 1973.      | Троструки одјек                                                                  | наредник                                   |
| 1973.      | Прљави викенд                                                                    | Фабрицио                                   |
| 1973.      | Једно руско љето                                                                 | Palizyn                                    |
| 1974.      | Револвер                                                                         | Вито Кипријани                             |
| 1974.      | Три мускетара                                                                    | Атос                                       |
| 1974.      | Малер                                                                            | Кондуктер у возу (непотписан)              |
| 1974.      | And Then There Were None                                                         | Хју Ломбард                                |
| 1974.      | Четири мускетара                                                                 | филм                                       |
| 1975.      | Плава крв                                                                        | Том                                        |
| 1975.      | Томи                                                                             | Френк                                      |
| 1975.      | Краљевски флеш                                                                   | Ото фон Бизмарк                            |
| 1975.      | Листоманија                                                                      | слуга принцезе Каролин (непотписан)        |
| 1975.      | The New Spartans                                                                 | пуковник Ланселот                          |
| 1976.      | Жртве паљенице                                                                   | Бен Ролф                                   |
| 1976.      | The Sell Out                                                                     | Габријел Ли                                |
| 1976.      | The Great Scout & Cathouse Thursday                                              | Џо Кнокс                                   |
| 1977.      | Ransom                                                                           | Ник Макормик                               |
| 1977.      | Crossed Swords                                                                   | Мајлс Хендон                               |
| 1978.      | Tomorrow Never Comes                                                             | Џим Вилсон                                 |
| 1978.      | The Big Sleep                                                                    | Еди Марс                                   |
| 1978.      | The Class of Miss MacMichael                                                     | Терен Сатон                                |
| 1978.      | The Mad Trapper                                                                  |                                            |
| 1978.      | The Brood                                                                        | др Хал Раглан                              |
| 1979       | Додир сунце                                                                      | Капетан Данијел Нелсон                     |
| 1980.-те ▲ |                                                                                  |                                            |
| 1980.      | Dr. Heckyl and Mr. Hype                                                          | Dr. Henry Heckyl / Mr. Hype                |
| 1981.      | Лав из пустиње                                                                   | генерал Родолфо Грацијани                  |
| 1981.      | Condorman                                                                        | Кроков                                     |
| 1982.      | Отров црне мамбе                                                                 | Дејв                                       |
| 1983.      | Жалац II                                                                         | Lonnegan                                   |
| 1983.      | Al-Mas'ala Al-Kubra (енгл. Clash of Loyalties)                                                     | пуковник Лихман                            |
| 1983.      | Fanny Hill                                                                       | Mr. Edward Widdlecome                      |
| 1983.      | Spasms                                                                           | Jason Kincaid                              |
| 1983.      | Двије душе                                                                       | Beasley                                    |
| 1985.      | Црна стријела                                                                    | сер Данијел                                |
| 1985.      | Кристофер Коломбо (ТВ серија)                                                    | Martin Pinzon                              |
| 1986.      | Captive                                                                          | Грегори Ла Веј                             |
| 1986.      | Castaway                                                                         | Џералд Кингсленд                           |
| 1987.      | Бригада неприлагођених                                                           | генерал                                    |
| 1987.      | Гор                                                                              | Сарм                                       |
| 1987.      | Master of Dragonard Hill                                                         | Captain Shanks                             |
| 1987.      | Dragonard                                                                        | Captain Shanks                             |
| 1988.      | Skeleton Coast                                                                   | капетан Давид Симпсон                      |
| 1988.      | Blind Justice                                                                    | Ian Ballinger                              |
| 1988.      | Авантуре барона Минхаузена                                                       | Вулкан                                     |
| 1988.      | Captive Rage                                                                     | генерал Белмондо                           |
| 1988.      | Rage to Kill                                                                     | генерал-мајор Едвард Тарнер                |
| 1989.      | The Revenger                                                                     | Џек Фишер                                  |
| 1989.      | The House of Usher                                                               | Roderick Usher                             |
| 1989.      | The Return of the Musketeers                                                     | Атос                                       |
| 1990.-те ▲ |                                                                                  |                                            |
| 1990.      | Острво са благом                                                                 | Били Боунс                                 |
| 1990.      | Дух у Монте Карлу                                                                | The Rajah                                  |
| 1990.      | Унајмљен да убије                                                                | Michael Bartos                             |
| 1990.      | Панамски шећер                                                                   | генерал                                    |
| 1991.      | The Pit and the Pendulum                                                         | кардинал                                   |
| 1991.      | Затвореници части                                                                | Gen. de Boisdeffre                         |
| 1992.      | Severed Ties                                                                     | Dr. Hans Vaughan                           |
| 1993.      | Return to Lonesome Dove                                                          | Gregor Dunnigan                            |
| 1995.      | Funny Bones                                                                      | Доли Хопкинс                               |
| 1995.      | Руски рулет - Москва 95                                                          |                                            |
| 1995.      | Luise knackt den Jackpot                                                         | Матијас                                    |
| 1996.      | The Bruce                                                                        | бискуп Вишартон                            |
| 1998.      | Невјероватне авантуре Марка Пола                                                 | капетан Корнелијус Донован                 |
| 1998.      | Jeremiah (ТВ филм)                                                               | General Safan                              |
| 1999.      | Parting Shots                                                                    | Џејми Кемпбел Стјуарт Campbell-Stewart     |
| 2000.-те ▲ |                                                                                  |                                            |
| 2000       | Гладијатор                                                                       | Проксимо                                   |
| 2000.      | Orpheus & Eurydice                                                               | наратор                                    |